# デンバー (ドック型輸送揚陸艦)
| USS Denver |                                                                                  |
| 艦歴       |                                                                                  |
| 発注       |                                                                                  |
| 起工       | 1964年7月7日                                                                     |
| 進水       | 1965年1月23日                                                                    |
| 就役       | 1968年10月26日                                                                   |
| 退役       | 2014年9月18日                                                                    |
| 性能諸元   |                                                                                  |
| 排水量     | 満載:17,000トン                                                                  |
| 全長       | 171 m (570 ft)                                                                   |
| 全幅       | 25.2 m (84 ft)                                                                   |
| 吃水       |                                                                                  |
| 機関       | 蒸気タービン2基、2軸推進 24,000 shp                                              |
| 最大速力   | 21 ノット                                                                        |
| 乗員       | 士官:24名 兵員:396名                                                             |
| 輸送人員   | 海兵隊員:900名                                                                   |
| 搭載能力   | エア・クッション型揚陸艇 1隻 上陸用舟艇 LCM-8 4隻 LCM-6 9隻 AAV7 24輌 のいずれか |
| 兵装       | ファランクス20mmCIWS 2基 Mk 38 25mm単装機関砲 2基 M2 12.7mm機関銃 8丁            |
| 艦載機     | CH-46 シーナイト 6機                                                             |
| モットー   | The finest gator in the fleet                                                    |

デンバー (USS Denver, LPD-9) は、アメリカ海軍のドック型揚陸艦。クリーブランド級ドック型輸送揚陸艦の3番艦。コロラド州デンバーに因んで命名され、その名を持つ艦としては3隻目である。

## 艦歴

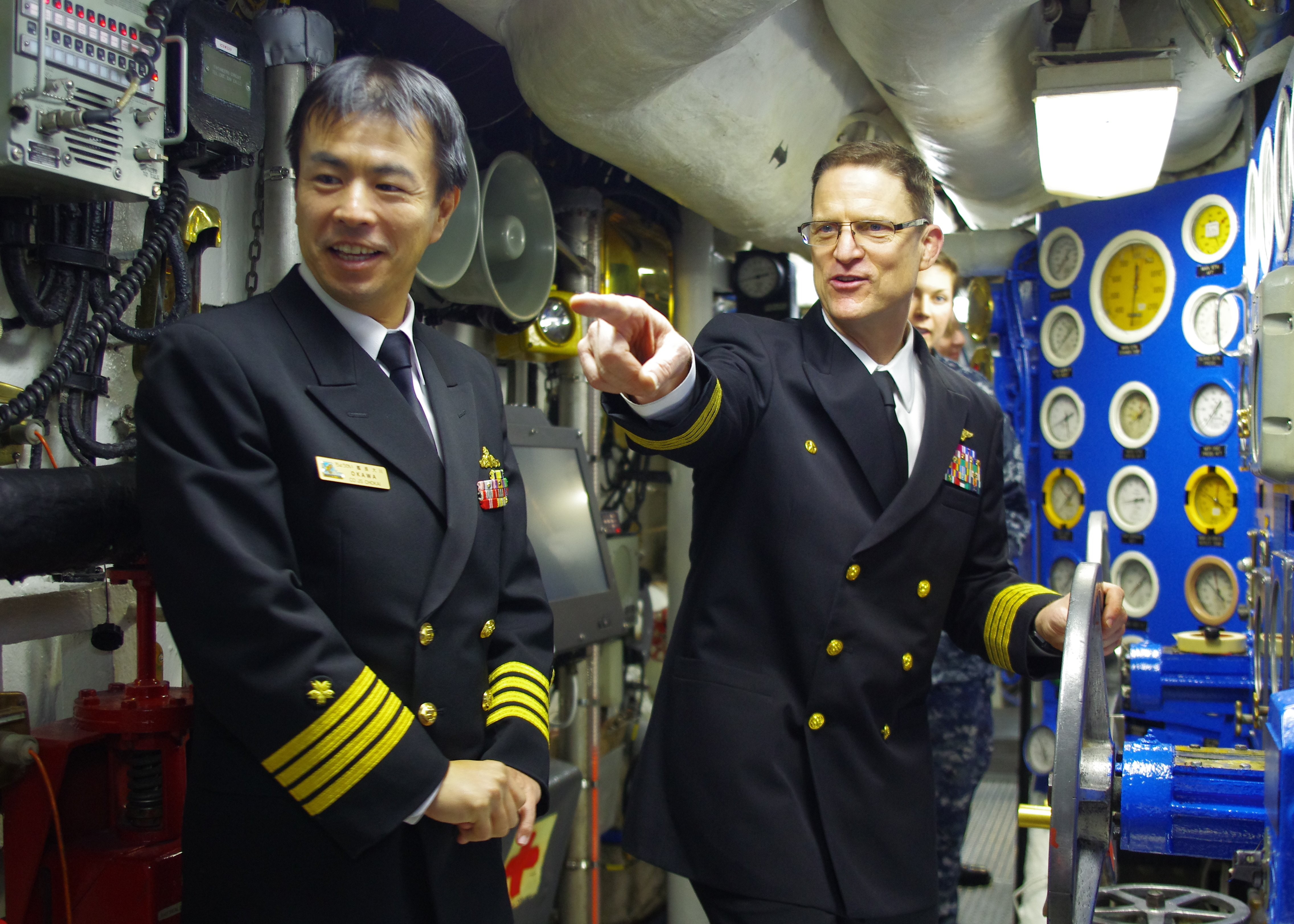
デンバー艦内にて、海上自衛官（左）を案内している様子

デンバーは1964年7月7日にワシントン州シアトルのロッキード・シップビルディング社で起工する。1965年1月23日にアン・ダニエル・ラヴ（コロラド州知事ジョン・アーサー・ラヴの妻）によって命名、進水し1968年10月26日に就役した。
1970年、デンバーはコロンビア・イーグル号事件で重要な役割を果たす。アメリカの商船コロンビア・イーグルが1970年3月14日に二名の乗組員によって占拠された時、デンバーはコロンビア・イーグルを奪還するために直ちにカンボジア水域に派遣された。
1996年には乗艦する乗組員および海兵隊員によってデンバーは「ダンプスター The Dumpster」と呼ばれた。これは艦が老朽化し、空調が貧弱で熱帯水域において寝苦しかったことによる。
2000年7月13日、配備の終盤にデンバーは原子力空母ジョン・C・ステニス戦闘グループと共に燃料補給訓練に参加していた。オアフ島沖で給油艦ユーコン (USNS Yukon, T-AO-152) と衝突事故を起こす。デンバーの艦首部分は3/4が切り裂かれ、大きく損傷した。
2009年8月、台風8号によって大きな被害を受けた台湾へ援助物資を届けるために災害派遣される。2014年9月18日、退役した。